# 카롤링거 통화체계

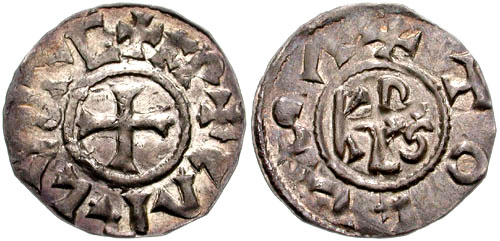
카롤루스의 데나리.

카롤링거 통화체계(영어: Carolingian monetary system)는 리브라, 솔리두스, 데나리를 사용하는 통화체계다. 1 리브라는 20 솔리디고 1 솔리디는 12 데나리다. 그 단위는 고전 로마 제국 시대에서 기원한 것이지만, 단위의 정의와 비율은 프랑크인의 왕 카롤루스 1세 마그누스에 의해 제정되어 서유럽에 보편화되었다. 영국에서는 리브라, 솔리디, 데나리를 각각 파운드, 실링, 펜스라고 부르며 이 시스템을 엘에스디(영어: £sd [ɛl.ɛsˈdiː][*])라고 약칭한다.
카롤링거 통화체계는 18-19세기의 십진법 혁명 이전까지 서유럽 대륙(프랑스, 이탈리아, 독일 등지)을 천여 년 동안 지배했으며, 영국과 영연방 국가들은 20세기 중반 이후에야 십진법을 도입했다. 영국에 카롤링거 시스템이 전해진 것은 8세기 말엽으로, 머시아의 오파 왕이 프랑크의 시스템을 받아들였다고 알려져 있다. 가장 늦게 카롤링커 시스템을 포기하고 십진법으로 전환한 통화는 나이지리아 파운드(1973년 1월 1일)였다.
파운드, 리라, 리브르가 모두 카롤링거 시스템의 리브라에서 비롯된 통화 단위다.